# Vietnamesen in Tschechien
Die Vietnamesen in Tschechien bilden nach den Ukrainern und Slowaken die drittgrößte ausländische Bevölkerungsgruppe in Tschechien. Nach offiziellen Statistiken haben vietnamesische Staatsbürger einen Bevölkerungsanteil von 0,54 Prozent, etwa 56.000 Personen. Es wird vermutet, dass sich inoffiziell deutlich mehr Vietnamesen in Tschechien aufhalten. Eine Schätzung von ARTE spricht von ca. 200.000 Vietnamesen. Die vietnamesische Minderheit ist nicht als isolierte Gruppe zu sehen, sondern u. a. durch innereuropäische Migration eng verknüpft mit den Vietnamesen in Polen.

## Geschichte
In mehreren Verträgen zwischen der Tschechoslowakei und Vietnam wurde ab den 1950er Jahren die Zusammenarbeit zwischen den beiden Ländern vereinbart. Bestandteil war auch, dass einige, vornehmlich männliche, Vietnamesen als Arbeiter, Lehrlinge und Studenten in die Tschechoslowakei kommen konnten. Insbesondere in den 1970er und 1980er Jahren wurden die Anwerbebemühungen für Arbeiter verstärkt. Mit dem Stellen von Arbeitern beglich der vietnamesische Staat teilweise seine Schulden. Eine Integration dieser Gruppe war allerdings ausdrücklich nicht gewünscht, weshalb sich die vietnamesische Gemeinschaft in Tschechien tendenziell nach außen abschloss.
Mit dem Transformationsprozess infolge der Wende ab 1989 wurde der Rechtsstatus der Migrantengruppe unsicher. In der Folgezeit mussten viele das Land verlassen oder andere Aufenthaltstitel erwerben. Trotz der rechtlichen Unsicherheiten kamen in dieser Zeit viele Vietnamesen nach Tschechien, die die Deutsche Demokratische Republik verlassen mussten. Mittlerweile lebt in Tschechien auch eine Generation Vietnamesen, die dort geboren und aufgewachsen ist. Bis heute ziehen allerdings kontinuierlich Vietnamesen nach Tschechien.

## Wirtschaft

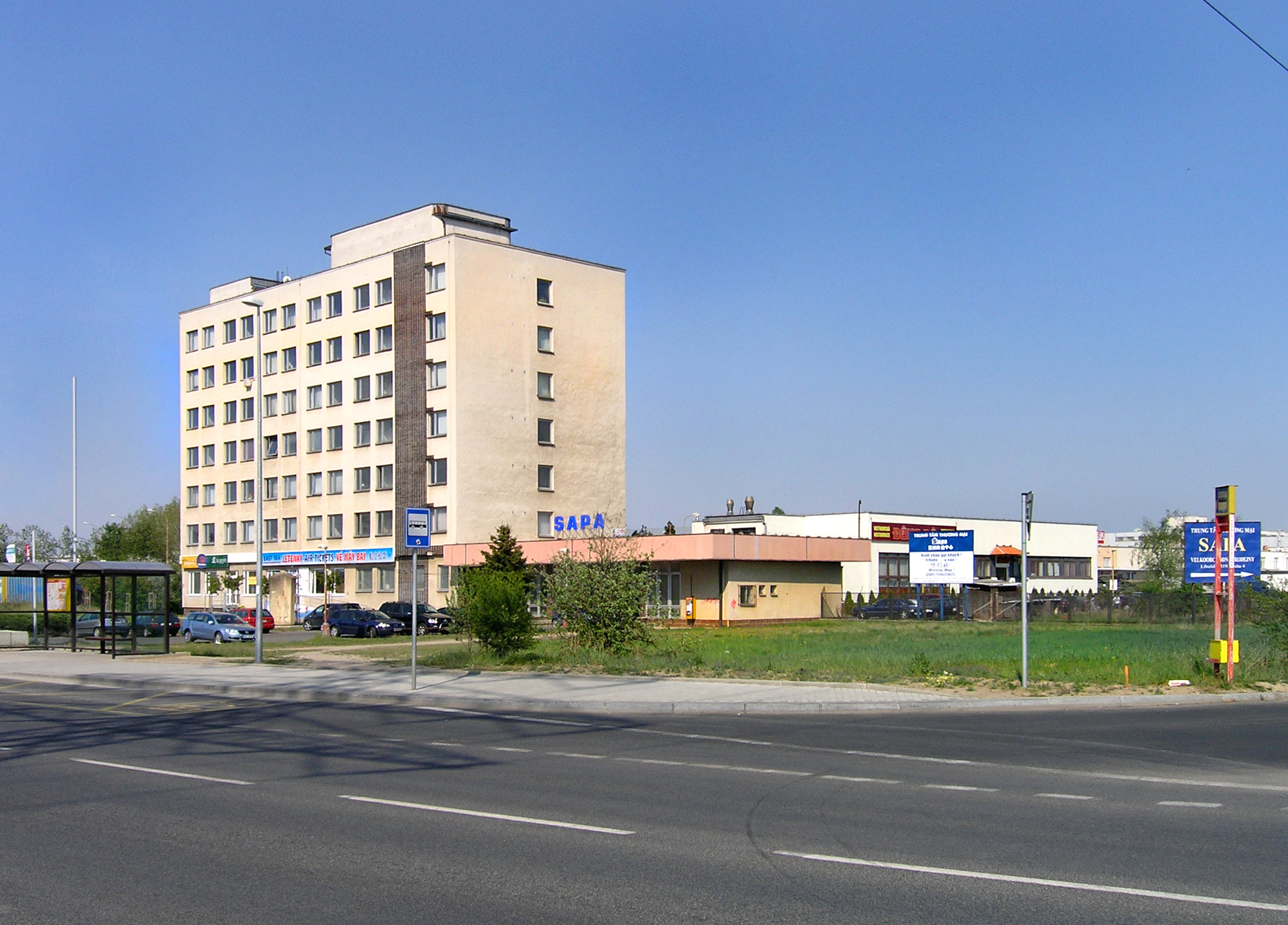
Einkaufszentrum TTTM Sapa in Prag

Viele Vietnamesen sind im Groß- und Einzelhandel, der Gastronomie und einfachen Dienstleistungsbetrieben wie Frisiersalons und Nagelstudios beschäftigt, die zumeist auch in vietnamesischer Hand sind.
Es existieren in Tschechien teilweise eigenständige vietnamesische Handelsketten, so beispielsweise im Geschäfts- und Kulturzentrum Sapa in Prag einige Großhandelsgeschäfte, von denen viele vietnamesische Kleinbetriebe ihre Waren beziehen. Die vietnamesischen Einzelhandelsgeschäfte sind in Tschechien beinahe flächendeckend vertreten und bieten in einigen strukturschwachen ländlichen Regionen eine Einzelhandelsgrundversorgung an.

## Persönlichkeiten
- Monika Leová, Model
- Thai Dai Van Nguyen, tschechischer Schachgroßmeister
- Filip Nguyen, Fußballer
- Ha Thanh Špetlíková, Schauspielerin